# Pjätteryd
Pjätteryd är en småort i Älmhults kommun och kyrkby i Pjätteryds socken, Kronobergs län.
Byn har cirka 100 invånare. 

## Samhället
Fram till 1980-talet fanns affär i byn men ingen sådan finns i dag. En liten skola finns i Pjätteryd för årskurs 1, 2 och 3 och förskoleklass. I skolan finns också ett litet bibliotek. 
Den nuvarande kyrkan, Pjätteryds kyrka, byggdes på 1830-talet som ersättare för en äldre kyrka. Den gamla kyrkplatsen finns fortfarande kvar något hundratal meter väster om dagens kyrkogård, och en modell av den gamla träkyrkan finns i den nya kyrkan. 

## Personer från orten
Anna Johansdsotter, den s.k.  Kloka Anna, verksam under 1800-talet. Ingvar Kamprad är född i socknen.
Alf Henrikson har skrivit en underfundig dikt om orten: 
”Det är en glob jag trampar med min fot. Vad är centralt, på ytan av ett klot? Jag väljer Pjätteryd till världens mitt. Det står mig fritt.”